# Appignano
Appignano (im lokalen Dialekt: Pignà, vollständig: Appignano di Macerata) ist eine italienische Gemeinde (comune) mit 4078 Einwohnern (Stand 31. Dezember 2023) in der Provinz Macerata in den Marken. Die Gemeinde liegt etwa 11 Kilometer nordwestlich von Macerata am Monocchia und grenzt unmittelbar an die Provinz Ancona.

## Persönlichkeiten
- Franz von Marchia (* zwischen 1285 und 1290; † um 1344), mittelalterlicher Philosoph und Theologe, Angehöriger des Franziskanerordens.